# 송클라 유나이티드 FC
송클라 유나이티드(Songkhla United Football Club, สโมสรฟุตบอลสงขลา ยูไนเต็ด)는 송클라 주에 연고지를 둔 태국의 프로 축구 클럽이다.

## 선수 명단

### 역대
- 안병건(2014)